# Norrmalm
Norrmalm é um distrito municipal da cidade de Estocolmo, na Suécia. Está integrado na zona de Estocolmo Central, uma das três existentes na capital sueca. Tem cerca de 62 mil habitantes e uma área de 4,05 km².

## História
Norrmalm faz parte do maior distrito de Norrmalm (Norrmalms stadsdelsområde). A parte sul do distrito, Lower Norrmalm (Nedre Norrmalm), também conhecida como City, constitui a parte mais central de Estocolmo, enquanto Upper Norrmalm (Övre Norrmalm) é mais residencial.
O nome Norrmalm é mencionado pela primeira vez em 1288. Em 1602, Norrmalm tornou-se uma cidade independente com seu próprio prefeito e administração chamada Subúrbio do Norte (Norra Förstaden). A cidade durou pouco e em 1635 foi incorporada com Estocolmo novamente. Norrmalm é hoje considerada a parte central de Estocolmo.

## Bairros
Norrmalm é constituído por quatro bairros:
- Norrmalm
- Skeppsholmen
- Vasastaden
- Östermalm